# Gudmund Lindencrona (militär)
Gudmund Lindencrona, tidigare Lindeblad, född 1669, död 10 september 1739, var en svensk militär.

## Biografi
Gudmund Lindencrona föddes 1669. Han var son till rådmannen Per Gudmundsson Lindeblad och Anna Ekeroth i Jönköping. Lindencrona började 1685 att arbeta i Brabant och stannade där från till 1703. Han blev 30 december 1703 löjtnant vid Smålands femmänningsinfanteriregemente,12 mars 1706 kapten och 31 oktober 1712 major. Lindencrona blev 2 december 1717 överstelöjtnant och kommendant i Karlshamn. Han adlades 15 maj 1719 till Lindencrona och introducerades samma år i Sveriges Riddarhus som nummer 1579. Lindencrona avled 1739.

### Familj
Lindencrona var gift med Beata Christina Ehrencrona (1765–1745), dotter till assessorn Samuel Ehrencrona och Elisabet Johansdotter Hulthenia. De fick tillsammans barnen kammarherren Per Gudmund Lindencrona (1707–1755) och Anna Elisabet Lindencrona (död 1750) som var gift med vice fiskalen Magnus Gustaf Mobeck i Göta hovrätt.